# Oko za oko (film 1981)
Oko za oko (org. An Eye for an Eye) – amerykański film akcji z 1981 roku w reżyserii Steve’a Carvera.

## Fabuła
Policjanci: Sean Kane i Dave Pierce pracują w wydziale walki z przestępczością narkotykową w San Francisco. Pewnego dnia, podczas spotkania z informatorem Tonym Montoyą Dave ginie w zasadzce. Sean oskarżany przez przełożonych o nieudolność porzuca służbę. Zaczyna jednak prowadzić prywatne śledztwo, za wszelką cenę chce dopaść morderców kolegi. Kilka dni później dziewczyna Dave’a – Linda, na co dzień dziennikarka telewizyjna zajmująca się tropieniem afer narkotykowych, zostaje zamordowana przez olbrzymiego i obdarzonego wyjątkową siłą fizyczną Azjatę. Kane prowadząc swoje śledztwo, poznaje koleżankę i współlokatorkę Lindy – Heather, z którą nawiązuje bliską znajomość. Przeglądając w stacji TV reportaże nagrane przez Lindę Sean natrafia na jednym z kadrów na znajomą twarz Montoy i tajemniczy statek. Postanawia sprawdzić jednostkę. Zakrada się nań w nocy i odkrywa w ładowni transport fajerwerków oraz ukryte w nich narkotyki. W tym samym czasie Heather znajduje w swoich rzeczach kluczyk do schowka na jednej ze stacji metra. Odnajduje w nim kasetę magnetofonową z nagraniem rozmowy dotyczącej przemytu narkotyków prowadzonej przez szefa Lindy – Canfielda ze swoimi wspólnikami. W biurze Canfielda dziewczyna wraz z obciążającą go kasetą zostaje przez niego uprowadzona. Zwabiony do biura Kane ma zostać zabity, jednak byłemu policjantowi dzięki znajomości sztuk walki i pomocy przyjaciela i zarazem swojego byłego mistrza Chana udaje się zbiec. Wkrótce obydwaj docierają do rezydencji Canfielda by uwolnić Heather. Akurat trwa tam spotkanie Canfielda i jego wspólników, przekonanych, że interes się udał i na przemyconej partii narkotyków zarobią krocie. Do rezydencji przyjeżdża ciężarówka z kokainą wyładowaną ze statku, a jej śladem grupa uzbrojonych agentów FBI, które od dłuższego już czasu podążało śladem przemycanych narkotyków. Wywiązuje się regularna strzelanina pomiędzy agentami a ochroną. W chaosie walki Kane’owi i Chanowi udaje się dopaść i aresztować Canfielda oraz uwolnić Heather. Zanim to nastąpi dwaj przyjaciele muszą stoczyć walkę z wydaje się niepokonanym „Profesorem” – monstrualnym Azjatą – mordercą Lindy. Dzięki swoim mistrzowskim umiejętnościom również i z tego pojedynku Kane wychodzi zwycięsko.

## Obsada
- Chuck Norris – Sean Kane
- Christopher Lee – Morgan Canfield
- Richard Roundtree – kpt. Stevens (szef Kane’a)
- Matt Clark – Tom McCoy
- Mako Iwamatsu – James Chan
- Maggie Cooper – Heather Sullivan
- Rosalind Chao – Linda Chan
- Professor Toru Tanaka – "Professor"
- Stuart Pankin – Nicky LaBelle
- Terry Kiser – Dave Pierce
- Mel Novak – Tony Montoya
- Dorothy Dells – kierowca taksówki
- Dov Gottesfeld – lekarz w prosektorium
- Robert Behling – koroner